# Adobe InDesign
Adobe InDesign is een desktoppublishingprogramma (dtp) voor het opmaken van pagina's voor drukwerk en digitale publicaties. Het programma is beschikbaar voor Windows en sinds 2002 ook voor Mac OS X. 

## Geschiedenis
Het programma werd in 1999 uitgebracht door softwarefirma Adobe als directe concurrent van QuarkXPress. Het was oorspronkelijk gericht op de professionele markt, terwijl het dtp-programma Adobe PageMaker zich op de brede markt richtte. Nu de ontwikkeling van PageMaker is stopgezet, wordt InDesign gepromoot als de opvolger van PageMaker.

## CS-serie
Het programma wordt ook verkocht samen met Adobe Photoshop, Adobe Illustrator, Adobe Acrobat onder de naam Adobe Creative Suite.
In 2007 bracht Adobe versie 5.0 uit als onderdeel van de CS3-serie. Versie 6.0 (CS4) is sinds november 2008 beschikbaar. CS5 kwam uit in 2010, gevolgd door CS6 op 7 mei 2012. In 2013 kwam versie CC beschikbaar, waarmee het ook mogelijk is om magazine's voor tablets te maken (epubs of ebooks en Folio-apps).